# Personzentrierte Kinder- und Jugendlichenpsychotherapie
Die Personzentrierte Kinder- und Jugendlichenpsychotherapie geht auf den von dem Psychologen Carl Rogers (1902–1987) entwickelten Personzentrierten Ansatz zurück, den dieser ab 1942 im Rahmen seiner psychotherapeutischen und pädagogischen Arbeit in den USA entwickelte.
Rogers gehört mit seinem Persönlichkeitskonzept zu den Begründern der Humanistischen Psychologie. Ausgehend von einer phänomenologischen Orientierung sieht Rogers den Menschen als einen naturhaft wertenden Organismus und betont seine Einzigartigkeit und Fähigkeit, zu wählen, sich zu entscheiden und im Rahmen selbstregulierender Prozesse Lösungen für sich zu finden. Ausgehend von Rogers empirischer Forschung entstand die Klientenzentrierte Psychotherapie (auch Personzentrierte Psychotherapie genannt), ein mittlerweile weltweit anerkanntes Psychotherapieverfahren, in dem die psychotherapeutische Beziehungsgestaltung der entscheidende Wirkfaktor ist.

## Die nicht-direktive Spieltherapie
Carl Rogers arbeitete zum Zeitpunkt der ersten Formulierung seines neuen Ansatzes an einer Beratungsstelle für verhaltensauffällige Kinder. Er bezog daher seinen Ansatz schon sehr früh auch auf Kinder. Mit dem 1947 erschienenen Buch „Kinderspieltherapie im nicht-direktiven Verfahren“ (deutsch 1984) von Virginia Axline wurde diese Form der Spieltherapie dann weit über die USA hinaus bekannt gemacht. Axline formulierte als Basis für die Begegnung mit dem Kind acht Grundprinzipien. Als weitere entscheidende Bedingung nannte sie das freie Spiel, mit dem sich das Kind in seinem selbst gewählten Tempo ausdrücken und mitteilen kann. Axline machte die Erfahrung, dass dieses therapeutische Angebot, in welchem nicht versucht wird, das Kind zu ändern, sondern es grundsätzlich so zu akzeptieren und anzunehmen, wie es im Augenblick ist, zu tief greifenden Persönlichkeitsveränderungen führte. Im deutschsprachigen Raum wurde die nicht-direktive Spieltherapie in den 1970er-Jahren von Stefan Schmidtchen, Herbert Goetze, Wolfgang Jaede und Frank Baumgärtel bekannt gemacht.

## Konzeptionelle Weiterentwicklung
Ab 1980 entstand aus der nicht-direktiven Spieltherapie die heute maßgebliche Personzentrierte Kinder- und Jugendlichenpsychotherapie (in der Vorläuferform auch klientenzentrierte Kinder- und Jugendlichenpsychotherapie genannt). Im Vordergrund der Personzentrierten Kinderpsychotherapie steht die ganzheitliche Entwicklung der kindlichen Persönlichkeit und nicht der Abbau einzelner Symptome. Durch eine spezifische therapeutische Beziehungsgestaltung, gekennzeichnet durch die Realisierung von bedingungsloser positiver Wertschätzung, Empathie und Kongruenz, wird die Aktualisierungstendenz im Kind stimuliert, wodurch tief greifende Veränderungen im Selbstkonzept des Kindes in Gang gesetzt werden.
Handlungsebene ist in erster Linie das freie Spiel: Es ist das Medium, in dem das Kind sich vorwiegend ausdrückt und seine innere Wirklichkeit inszeniert. Die vom Kind initiierten Beziehungsmuster und die Beziehung zu sich selbst haben dabei eine herausragende Bedeutung. Im Spiel werden die mit der jeweiligen Situation einhergehenden Gefühle wieder erlebt und so einer Bearbeitung zugänglich gemacht: Konflikte und traumatische Ereignisse werden auf der Spielebene dargestellt, im eigenen Rhythmus wiederholt und verändert, bis das Kind sie in sein Selbstbild integrieren kann.
Während Axline das Spiel eher verbal begleitete und diese nicht-direktive Ausrichtung in den USA weiterhin einen gewissen Stellenwert hat, erfolgen die Interventionen der Therapeutin im deutschsprachigen Raum auch auf der Spielebene, d. h. die Therapeutin antwortet und gibt Resonanz durch die Art und Weise ihres Mitspielens. Dabei werden auch prozessaktivierende Medien, wie z. B. Sandspiel, Märchen und Geschichten, körperbezogene Arbeit u. a., die den Selbstexplorationsprozess des Kindes anregen, einbezogen.
Behr entwickelte weiterführend ein interaktionelles Behandlungskonzept, das beschreibt, wie sich in der neuen Beziehungserfahrung mit der Therapeutenperson die Beziehungschemata und damit die Selbstschemata des Kindes bzw. Jugendlichen verändern.

## Anwendung, Indikation und Wirksamkeit
Die Spielpsychotherapie eignet sich für Kinder ab etwa 3 Jahren bis zum Alter von ca. 12 Jahren. Sie wird gewöhnlich einmal pro Woche durchgeführt, die Therapiestunde dauert 50 Minuten.
Jugendlichen wird ein anderes therapeutisches Angebot gemacht, da sie sich nicht mehr vorzugsweise durch das Spiel ausdrücken. Das Gespräch, kreative Medien oder Spiele wie Schach oder Billard werden in diesem Rahmen angewandt. Die Häufigkeit der Kontakte und die Arbeit mit dem Umfeld sind ebenfalls unterschiedlich im Vergleich zu der Arbeit mit Kindern.
Inwieweit bei einer psychischen Störung eine personzentrierte Kinder- und Jugendlichenpsychotherapie indiziert ist, hängt von den Ergebnissen der vor einer Behandlung stattfindenden Psychodiagnostik ab.
Die Wirksamkeit der Personzentrierten Spielpsychotherapie konnte in mehreren Studien nachgewiesen werden.
Zu den häufigsten Krankheitsbildern (Angststörungen, Depressionen, Posttraumatische Belastungsstörung, Störungen des Sozialverhaltens, ADHS) wurden störungsspezifische Handlungsleitlinien entwickelt.

## Setting
Die Personzentrierte Kinderpsychotherapie wird in unterschiedlichen Formen angeboten. Neben der Einzeltherapie ist die Personzentrierte Gruppenpsychotherapie mit Kindern die bekannteste.
In der Filialtherapie spielt nicht die Therapeutin mit dem Kind, sondern die jeweilige Bezugsperson des Kindes wird angeleitet, Beziehungs- und Interaktionsprobleme im gemeinsamen Spielen zu lösen. Diese ist eine in den USA bereits seit längerem etablierte Form der Spieltherapie.
Der Arbeit mit den Bezugspersonen und dem sozialen Umfeld des Kindes bzw. Jugendlichen wird ein großer Stellenwert eingeräumt.

## Aus- und Weiterbildung
Eine Ausbildung in Personzentrierter Kinder- und Jugendlichenpsychotherapie erfolgt in Deutschland, Österreich und der Schweiz in den jeweiligen Fachverbänden.